# Gerhard Hendrik Uhlenbeck

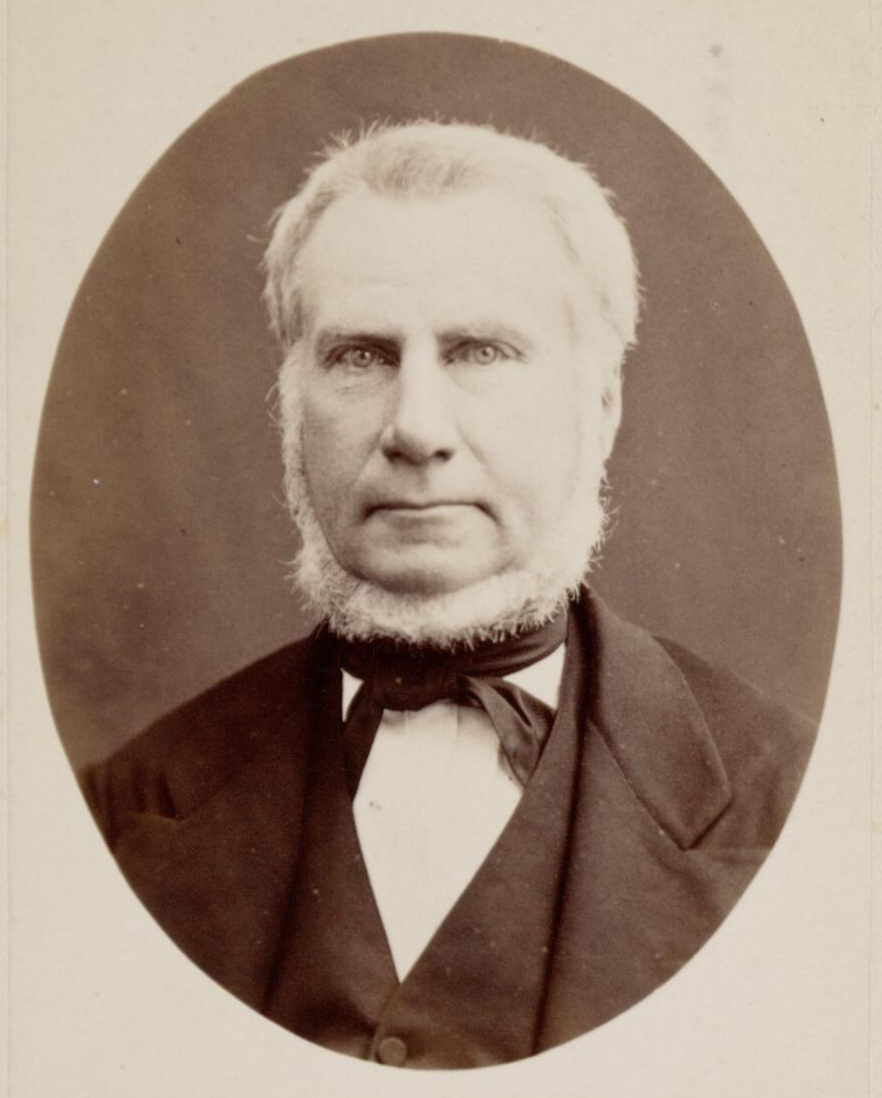
Portret van Gerhard Hendrik Uhlenbeck

Gerhard Hendrik Uhlenbeck (Colombo (Ceylon), 17 februari 1815 – 's-Gravenhage, 2 mei 1888) was een Nederlands politicus. Hij was in Nederlands-Indië genie-officier en ambtenaar bij het Gouvernement geweest. 
Uhlenbeck was minister van Koloniën in het tweede kabinet-Thorbecke. Hij wist de slavernij in West-Indië (Curaçao en Suriname) af te schaffen door het voorstel van zijn voorganger Loudon grotendeels ongewijzigd door de kamers te loodsen. Uiteindelijk werd hij door de Eerste Kamer ten val gebracht, die zijn regulering van het Indische cultuurstelsel afwees.